# Ali Klibi
Ali Klibi, dit « Toto Klibi », né le 3 septembre 1942, est un joueur de football international tunisien qui évolue au poste de milieu de terrain.

## Biographie

### Carrière en club
Frère du sportif Moncef Klibi, il rejoint dès son jeune âge l'Avenir sportif de La Marsa, où son talent et ses possibilités techniques lui permettent de s'imposer, à 18 ans, comme titulaire et maître à jouer de l'équipe. Mais, plus intéressé par les études que par le football, il part en France pour poursuivre ses études en médecine. Il y joue dans des équipes amateurs puis, muni de son diplôme de médecin, il revient en Tunisie et prête main-forte à son équipe d'origine.

### Carrière en sélection
Dès qu'il intègre les rangs des seniors de son équipe, il attire l'attention de l'entraîneur national de l'équipe de Tunisie, Milan Kristić. Il dispute sa première rencontre internationale le 18 août 1960 contre Taïwan.
Avec l'équipe de Tunisie, il figure dans le groupe des sélectionnés lors de la coupe d'Afrique des nations de 1962, où son équipe se classe troisième.
Il participe également aux Jeux olympiques de 1960 organisés à Rome.